# Phinaea multiflora
Phinaea multiflora är en tvåhjärtbladig växtart som beskrevs av Conrad Vernon Morton. Phinaea multiflora ingår i släktet Phinaea och familjen Gesneriaceae. Inga underarter finns listade i Catalogue of Life.